# Passer swainsonii
El gorrión de Swainson (Passer swainsonii) es una  especie de ave paseriforme de la familia Passeridae que puede encontrarse a lo largo del noreste africano, especialmente en el macizo etíope. El nombre común conmemora al naturalista e ilustrador inglés William Swainson.

## Descripción
La especie llega a tener una longitud corporal de 16 cm. No hay dimorfismo sexual visible.
Frecuentemente se considera una subespecie del gorrión de cabeza gris (P. griseus), pero tiende a ser más oscuro, especialmente en la cabeza y los hombros. Hay una franja blanca en el hombro, pero esta no es siempre visible. Del mismo modo, el color castaño pálido de la cola y los muslos no siempre es visible.

## Distribución y hábitat
Se encuentra en las tierras altas de Etiopía y Somalia, y en algunas zonas de Sudán, Sudán del Sur, Eritrea, Yibuti y Kenia. Además del extremo occidental, es común en toda su distribución. Algunas poblaciones presentan migraciones estacionales.
El gorrión de Swainson habita zonas montañosas, pantanos, áreas forestales abiertas, sabanas y praderas con arbustos. Sin embargo, aparece mayoritariamente en asentamientos humanos y su entorno. En Eritrea, vive principalmente en la meseta abierta a una altitud de 1200 metros sobre el nivel del mar, y en Etiopía aparece en áreas a 1200-4500 metros sobre el nivel del mar.
En los pueblos de Etiopía es la especie de gorrión más común, al igual que el pardal (P. domesticus) en la mayor parte de Eurasia.

## Comportamiento
Se alimenta principalmente de semillas del césped y cereales, y de insectos.
El nido es una pelota suelta fabricada con hierba y plumas. Un nido puede ser construido en las ramas, o en la copa de los árboles de palmeras, o en huecos de árboles. También utiliza cavidades en edificios, y los nidos usados de la golondrina etíope (Hirundo aethiopica) y el avión zapador (Riparia riparia). En una ocasión, se los ha visto quitando los polluelos del avión zapador para apoderarse de sus nidos. Una puesta puede tener tres a seis huevos. Son de color blanco con manchas marrones y grises. La temporada de reproducción en Eritrea dura de enero a marzo y mayo a noviembre, y la de cría de Etiopía puede ocurrir a partir de abril a diciembre.
Fuera de la temporada de reproducción viven en bandadas, que en ocasiones consisten en varios cientos de individuos. Grupos de este tamaño pueden causar algunos daños cuando entran en las regiones agrícolas y jardines.